# Baryphymula
Baryphymula kamakuraensis és una espècie d'aranya araneomorfa de la subfamilia Erigoninae, dins de la família Linyphiidae. És l'únic membre del gènere monotípic Baryphymula.
Fou descrita per primera vegada per Kiril Ieskov l'any 1992,

## Distribució
És un gènere endèmic que es pot trobar al Japó.